# Río Caguán
Le río Caguán est une rivière de Colombie qui se jette dans le río Caquetá (ou rio Japurá pour les Brésiliens).

## Géographie
Le río Caguán prend sa source sur le versant est de la cordillère Orientale, au sud du Parc national naturel de la Cordillera de los Picachos, dans la municipalité de San Vicente del Caguán (département de Caquetá). Il coule ensuite vers le sud avant de rejoindre le río Caquetá, à la frontière avec le département de Putumayo.
C'est un cours d'eau très abondant dont le débit spécifique est très élevé (75 litres par seconde et par km²). Au confluent, il renforce de manière significative la charge alluvionnaire et le débit du río Caquetá dont les eaux sont à peine plus claires que les siennes.

## Principaux affluents
- Río Guayas (180 km, 190 m3/s)
- Río Sunsiya (180 km, 2 450 km2)